# Brachelyma subulatum
Brachelyma subulatum là một loài Rêu trong họ Fontinalaceae. Loài này được (P. Beauv.) Cardot mô tả khoa học đầu tiên năm 1892.